# Merrillan (Wisconsin)
Merrillan es una villa ubicada en el condado de Jackson en el estado estadounidense de Wisconsin. En el censo de 2010 tenía una población de 542 habitantes y una densidad poblacional de 155,47 personas por km².

## Geografía
Merrillan se encuentra ubicada en las coordenadas 44°27′2″N 90°50′4″O / 44.45056, -90.83444. Según la Oficina del Censo de los Estados Unidos, Merrillan tiene una superficie total de 3.49 km², de la cual 3.27 km² corresponden a tierra firme y (6.17%) 0.21 km² es agua.

## Demografía
Según el censo de 2010, había 542 personas residiendo en Merrillan. La densidad de población era de 155,47 hab./km². De los 542 habitantes, Merrillan estaba compuesto por el 86.53% blancos, el 0% eran afroamericanos, el 2.58% eran amerindios, el 0.18% eran asiáticos, el 0.37% eran isleños del Pacífico, el 6.09% eran de otras razas y el 4.24% pertenecían a dos o más razas. Del total de la población el 6.83% eran hispanos o latinos de cualquier raza.